# Franz Jonas
Franz Josef Jonas (Vienna, 4 ottobre 1899 – Vienna, 24 aprile 1974) è stato un sindacalista, politico ed esperantista austriaco.
Fu Presidente dell'Austria dal 23 maggio 1965 al 24 aprile 1974.

## Biografia
Tipografo e correttore di bozze, aderì al sindacato socialdemocratico. Nominato segretario del Partito Socialdemocratico d'Austria nel 1932, fu incarcerato dal 1935 al 1936. Dopo la Liberazione ebbe un ruolo fondamentale nella ricostruzione di Vienna e nella riorganizzazione della SPÖ. Succedette a Theodor Körner come borgomastro di Vienna (1951-1965) e venne poi eletto presidente federale (23 maggio 1965).
Durante il suo mandato il successo assoluto del Partito Popolare Austriaco (Österreichische Volkspartei, ÖVP) alle elezioni politiche del 1966 ruppe la ventennale collaborazione coi socialisti (Grossen Koalition), portando ad un governo popolare monocolore. Nel 1970 affidò la formazione di un governo di minoranza al cancelliere socialdemocratico Bruno Kreisky che, appoggiato dal consenso popolare alle elezioni del 1971, 1975 e 1979, rimase al governo fino al 1983. Jonas, rieletto per un secondo mandato il 25 aprile 1971, morì in carica il 24 aprile 1974.
Fu un fervente esperantista, e dal 1923 svolse per molti anni l'attività di insegnante di Esperanto.
Partecipò alla Lega Austriaca dei Lavoratori Esperantisti e nel 1926 fu cofondatore e principale redattore del suo organo La socialisto, poi soppresso nel 1934. Secondo lui l’esperanto era uno strumento per sconfiggere il capitalismo e aiutare il socialismo internazionale. Fu l’alto protettore del 35º congresso della Sennacieca Asocio Tutmonda 1962 e del 55º Congresso Universale di Esperanto 1970, tenutisi entrambi a Vienna.